# Amphibulus albimaculatus
Amphibulus albimaculatus är en stekelart som beskrevs av Mao-Ling Sheng 2000. Amphibulus albimaculatus ingår i släktet Amphibulus och familjen brokparasitsteklar. Inga underarter finns listade i Catalogue of Life.